# Lick the Star
Lick the Star è un cortometraggio in bianco e nero ripreso in pellicola 16mm, il primo lavoro della sceneggiatrice e regista Sofia Coppola.

## Trama
Kate è stata assente dalla seconda media per una settimana a causa di un piede rotto. È preoccupata di tornare, sapendo quanto velocemente le cose possano cambiare durante le scuole medie, e si chiede cosa si sia persa. Arrivata a scuola, scopre che il suo gruppo di amiche, guidato dalla regina Chloe, ha sviluppato una frase ricorrente: "lecca la stella". La frase ha un significato misterioso per il gruppo, ma l'assenza di Kate l'ha tenuta all'oscuro, proprio come temeva.
Nel pomeriggio, Chloe e le altre rivelano a Kate che "lecca la stella" è "uccidi i topi" al contrario, il nome in codice del loro piano di avvelenare i ragazzi della loro scuola, ispirato dall'ossessione di Chloe per il libro "Fiori senza sole". Le ragazze rubano veleno per topi e puntatno gli armadietti dei ragazzi presi di mira per contaminare i loro pranzi, poi si nascondono dietro le tribune per gli incontri segreti di "lecca la stella". Durante uno di questi incontri, Kate viene sorpresa da un'insegnante mentre tiene la sigaretta di Chloe, portando alla sospensione di Kate e ad un'altra assenza dalla scuola.
Mentre Kate è assente, durante la lezione di storia Chloe scopre della schiavitù. Sul bus dopo la scuola, esprime stupore all'idea che la sua amica nera Nadine sarebbe stata una volta schiava. Una distorsione dovuta a un gioco del telefono guasta la dichiarazione mal formulata ma innocente fino a quando tutta la scuola crede che Chloe sia razzista. Nella disperazione, Chloe cerca di suicidarsi, ma il suo fallito tentativo porta solo a più pettegolezzi in classe. Tornata a scuola dopo il tentato suicidio, Chloe scopre che le sue ex amiche hanno rivelato il complotto "lecca la stella" agli altri studenti, provocando ulteriori derisioni.
Kate torna a scuola per scoprire che l'intera gerarchia sociale è cambiata: l'ex potente Chloe è ora emarginata e le ragazze che Chloe intimidiva in passato non la temono più. Kate si rende conto che non può più essere vista con Chloe o anche lei sarà emarginata. Kate osserva da lontano mentre Chloe, seduta da sola, scrive una breve poesia su quanto rapidamente le cose cambino. Chloe infila la poesia nel libro che sembra essere la sua nuova ossessione: "An American Biography" (la biografia della modella Edie Sedgwick) di Jean Stein, prima di allontanarsi da sola.

## Colonna sonora
1. "Tipp City" - The Amps
2. "Top 40" - Free Kitten
3. "Bouwerie Boy" - Free Kitten
4. "This Town" - The Go-Go's
5. "Eat Cake" - Free Kitten
6. "Heidi Cakes" - Land of the Loops